# Sámi soga lávlla

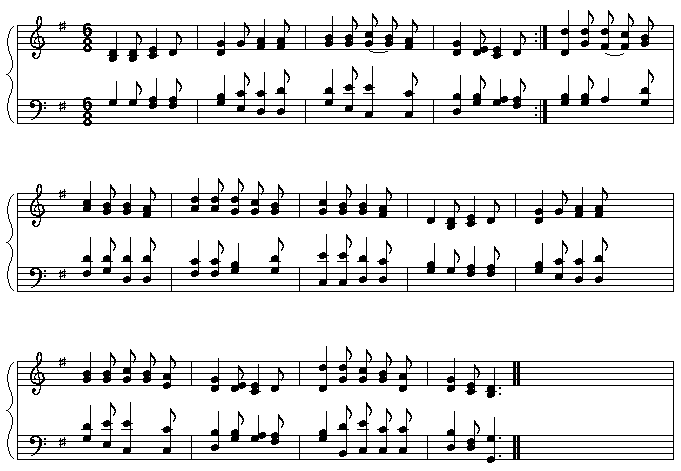
Bladmuziek van Sámi soga lávlla

Sámi soga lávlla (Samisch voor: Lied van de Samen) is het volkslied van de Samen. Het volkslied begon als een gedicht van Isak Saba en werd voor het eerst gepubliceerd in de Samische krant Saǥai Muittalægje op 1 april 1906. In augustus 1986 werd het officieel aangenomen als volkslied van de Samen.
| Noord-Samisch | Skolt-Samisch | Inari-Samisch |
| Guhkkin davvin Dávggáid vuolde sabmá suolggai Sámieanan. Duottar leabbá duoddar duohkin, jávri seabbá jávrri lahka. čohkat čilggin, čorut čearuin allanaddet almmi vuostái. Šávvet jogat, šuvvet vuovddit, cáhket ceakko stállenjárggat. máraideaddji mearaide.          | Ku´ǩǩen tâ´vven Juu´se vue´lnn, Sää´m čiõkk, Sää´m jânnam. Tuõddâr kuâsttai tuõddâr tue´ǩǩen, jääu´r špelkka jääu´r veâlgga. Ceägg tuõddâr čokk laaǥǥ, pajjna´dde ââ´lm vuâstta. Šuâlee jooǥǥ, šuuvee väär, ceägg njaarǥ ru´vddrââ´dd cäkkâ´tte šuârm miâr vuâstta.                                          | Tääbbin tavveen Távgái vyelni mist lii stuorrâ Säämieennâm. Tuodâr liäbbáá tuoddâr tyehin, jävri šiärráá jäävri alda. Čoheh čielgijn, čoroh čuumâin alanedeh alme vuástá. Šäävvih juuvah, šuveh vyevdih, cäähih ciägu stälinjaargah meendu muávroo meerâ siis.    |
| Dálvit dáppe buolašbiekkat, muohtaborggat meariheamit. Sámisohka sieluin mielain eahccá datte eatnamiiddis: Mátkálažžii mánuheabit, giđđudeaddji guovssahasat, ruoškkas, ruovggas rođuin gullo, juhca jávrriin, jalgadasain, geresskálla máđiid miel.                    | Vaččai tääi´b lie tä´lvv fiõlli, piõgg da porgg lie meä´rte´mes. Sää´m sokk siõlin miõlin tõndiõtt väimstes rää´ǩǩast jânnmes. Joođjid, määtklaid mään čuâvad, tâ´vven pue´lle kuuskõõzz ââ´lmest. Ruåčkâs, ruõvggâs rååđain kollai, groom teâudd jääu´rid, jie´ğğid. Če´rres kuâlkkân tä´lvvǩeäi´n mie´ldd. | Tälviv tääbbin puolâšpiegah, muotâpuurgah merettemeh. Säämi suuhâ siäloin mieláin iäccá kuittâg enâmijdis. Máđháliist láá mánutteveh, kiđordeijee kuovsâkkâsah, ruoškâs, ruovgâš roođoin kulloo, juucâ jaavrijn, jolgâdâsâin, kerrisskaalâ maađij mield.          |
| Ja go geassebeaivváš gollut mehciid, mearaid, mearragáttiid, golli siste guollebivdit suilot mearain, suilot jávrriin. Gollin čuvget čáhcelottit, silban šovvot sámieanut, šelgot čuoimmit, šleđgot áirrut, luitet olbmát lávllodemiin geavgŋáid, guoikkaid, goatniliid. | Na ǥo ǩie´ss peeivaž kållad, mie´ccid, miârid, jäu´rr’reeddaid, kå´llǩimaldõõzzâst kue´llšii´lli so´ǩǩe miârin, so´ǩǩe jääu´rin. Ko´llen čue´vve čää´cclåådda, silbbân čue´vve Sää´mveerd, čuâlmma čuâlmain, leädggad ääirain, so´ǩǩe, lue´štte oumma lääu´lee´l kuõškid, ǩeâuŋsid, sâvvnid.                 | Já ko kesipiäiváš páštá meecijn, meerâin, merâriddoin, kole siste kuálásteijeeh suiloh meerâin, suiloh jaavrijn. Kollen čyevih čäcilodeh, silbân kolgeh Säämi juuvah, šiälguh čyeimih, šliäđguh ááiruh, lyeštih almaah lávlustâlân kiävŋáid, kuoškâid, kuánilijd. |
| Sámieatnan sohkagoddi – dat lea gierdan doddjokeahttá goddi čuđiid, garrogávppiid, viehkes vearrevearroválddiid. Dearvva dutnje, sitkes sohka! Dearvva dutnje, ráfi ruohtas! Eai leat doarut dorrojuvvon, eai leat vieljain varat vardán sámi siivo soga sis.            | Sää´mjânnam sokk’kå´dd tät lij ǩeârddam koddjireeisaid, ko´ddičuuđid, kårrkaau´pid, smuuđ veä´reld piiđva´lddjid. Tiõrv Tu´nne, si´tǩǩes sokk tiõrv, rää´ǩǩes rääuh maadd! Jeäla tuäraid tuärrvuättam, jeäla viilljeez võõr vuârdtama saa´mi sijvâs sooǥǥ se´st.                                             | Säämieennâm suhâkodde tot lii killám toijuuhánnáá Lkoddee čuuđijd, karokaavpijd, viehis veriviäru väldeid. Tiervâ tunjin, si hes suuhâ! Tiervâ tunjin, ráávhu ruotâs! Tust láá suáđih sođâhánnáá, viiljâin vorrâ vardehánnáá. Sijvo suuhâ sämmilâš!               |
| Máttarádját mis leat dovle vuoitán vearredahkkiid badjel. Vuostálastot, vieljat, miige sitkatvuođain soardiideamet! Beaivvi bártniid nana nálli! Eai du vuoitte vašálaččat, jos fal gáhttet gollegielat, muittát máttarmáttuid sáni: Sámieatnan sámiide!                 | Maaddârää´jj mee´st lie tuu´l vuäittam veä´reld tue´jjeei pâ´jjel. Vuâsttlâ´sttep viillj, mij še, sitkkâdvuõđin suä´rddeejeem! Sokk rää´ves Pei´vvpäärnai ij tuu vuei´t vâjjlažžad jõs veâl määttak kå´llǩiõlad, mooštak maaddâr maddji saa´nid: Sää´mjânnam saa´mi lij!                                     | Madâräijiheh láá tovle vuáittâm verrušeijee vievâid. Vuástálistup viiljah mij-uv siđhesvuođáin suárdálâsâid Peeivi parnij noonâ nääli, iä tuu vyeiti vajaliihkin, jis tun toolah kollekielâd, muštáh maddârijdâd sääni: Säämieennâm sämmiláid!                    |

| Noors (door Jacob Børretzen) | Zweeds | Fins (door Otto Manninen) |
| Langt mot nord under Karlsvognen sakte stiger Samelandet: Vidde seg bak vidde strekker, sjø ved sjø hvor øyet rekker. Lier, åser, snaue rabber hever seg mot himmelbrynet. Elver bruser, skoger suser, stålgrå, steile fjell-nes skyter mot det ville hav seg ut. Vintertid med storm og kulde, snefokk uten mål og måte. Sameslekten dog av hjertet henger med sitt hjem og yrke. For en vandrer månen skinner, nordlys flimrer, stjerner tindrer. Reingrynt høres mellom krattet, sus og brus fra sjø og slette, pulkestøy langs vintervei. Og når sommersolen gyller fjell og skoger, hav og strender, fiskere i gullglans gynger, gynger stilt på hav og innsjø. Gyllent glinser svømmefugler og som sølv de store elver. Staker glimter, årer glitrer, Folket under sang det farer gjennom stiller, stryk og foss. Samelandets ætt og stamme utholdt har og tålt så mange herjingstokter, bannskaps-handler, frekke falske skattefuter. Hill deg, seige samestamme! Hill deg, fredens rot og flamme! Aldri er der kamper kjempet, aldri broder-blod har runnet i den stille sameslekt. Våre fedre før har seiret over dem som urett øvet. La oss også motstå, brødre, dem som vil oss underkue! Solens sønners seige avkom! Aldri skal du overvinnes om ditt gyldne språk du vokter, husker dine fedres tale: Sameland for samene! | Nordvart genom Karlavagnen ser du Samelandet skymta: Fjäll bak fjäll i fjärran blåna, sjöar sträcka sig vid sjöar, bergens branter, fjällens toppar höja sig mot själva himlen, bäckar brusa, skogar susa, tvärbrant stupa stålgrå uddar strävande mot stormigt hav. Frosten härjar här om vintern, yrsnön vräks av vilda vindar, ändock älskar sameätten denna jord av allt sitt hjärta: Månens ljus en färdman fägnar, flygga norrskensflammor fladdra, klövkäpp, rengrymt hörs bland snåren, ut på insjön, över slätten, slamrar släden vägen fram. Och när sommarns sol förgyller skogen, havet, havets stränder, guldomglänsta fiskefartyg vaggas utav vågor, gullhamn får var vattenfågel, strömmarna som silver glittra, åror blänka, stakar blixtra, under sång ses männen styra utför eda, fors och fall. Lapplands släkte, sameätten, obräckt har sen mäktat utstå mördartjuder, slemma köpmän, sluga skattekrävarskaror. Hell, var hälsat, sega släkte! Hell dig fridens rot och fäste! Krigisk fejd har aldrig flammat, aldrig spilldes brödrablodet ibland Lapplands lugna ätt. Våra fäder övervunno vrånga våldsmän fordomtima, bröder låt oss likaledes strida segt emot förtrycket! Solens söner starka släkte! Dig kan ingen ovän kuva, blott ditt väna språk du vårdar, minnes forntidsfädrens maning: Sameland åt samerna! | Kaukaa alta seitsentähden Lapin kulma kuumottavi aava Turjan tunturisto järvi järven tuolla puolen, valtahiset harjat, huiput kohoo kohti ilman kantta, joet joikaa, korvet kaikaa, niemet pystyt, rautarinnat, työntyy tyrskymerta päin. Tuimat tääl' on talven viimat, tuulet, tuiskut määrättömät, Saamen suku sieluin, mielin silti rakastavi maitaan; kulkijalle kuudan hohtaa, roihuavat pohjanpalot, poro pärskyy koivikossa, melu täyttää järvet, jängät pulkankolke talvitiet. Taas kun kesäpäivän kehrä kultaa metsät, meret, rannat, kalamiehet meren, järven kultakimalteessa keinuu, kultasotkat soutaa, soiluu hopeoina Lapin virrat, välkkyy airo, vilkkuu sauvoin, miehet laskee lauleskellen kosket, könkäät, suvannot. Sortumatta Saamen heimo kestänyt on vainolaisten tapporetket, kirokaupat, viekkaat väärän veron viejät. Terve, sitkeä sa heimo, Terve, rakas rauhan juuri, veljesriidan raastamaton, veljesveren vuotamaton Saamen heimo hiljainen! Saivat esi-isät ammoin voiton väärintekijöistä. Veljet, mekin torjukaamme sitkeästi sortajamme! Suku vankka Päivän poikain, ei sua voita vainolainen, kultakieltäs jos vain vaalit, taattojen jos neuvot muistat Saamien on Saamen maa! |